# توانا امین
توانا امین Twana Amin (زادۀ ۱ نوامبر ۱۹۸۱ در سلیمانیه - ) نویسنده، داستان‌نویس و مترجم کرد اهل عراق است. او در سال ۲۰۰۳ جز هیئت تحریریهٔ مجلهٔ ادبی (تکست) بوده و طی سال‌های ۲۰۰۵-۲۰۰۷ در وزارت روشنگری اقلیم کردستان، مدیریت عمومی برنامه‌های فرهنگی رادیو «نوا» را بر عهده داشته‌است.
توانا امین در سال‌های ۲۰۰۷، ۲۰۰۸، ۲۰۱۰ و ۲۰۱۲ پنج بار جایزهٔ بهترین داستان را در جشنواره گلاویژ، که بزرگ تریان فستیوال ادبی در کردستان عراق است، از آن خود کرده‌است. او همچنین در سال ۲۰۱۱ جایزهٔ بهترین جوان سال را برای داستان از وزارت روشنگری اقلیم دریافت کرده‌است.
توانا امین از سال ۱۹۹۹ به‌طور مرتب در روزنامه‌ها و سایت‌های معتبر ادبی و هنری کردی در زمینۀ پژوهش، مقاله و نگارش داستان مشغول بوده‌است و هم‌اکنون نیز سردبیری مجلهٔ (کنسپت) را که فصل‌نامه‌ای در حوزۀ اندیشه و نقد است عهده‌دار است.

## آثار
توانا امین بیشتر از ۱۰ کتاب به چاپ رسانده است. آثار او عمدتاً به ادبیات داستانی، پژوهش و نقد ادبی پرداخته‌اند. نام کتاب‌ها و سال انتشار آن‌ها به ترتیب زیر است:
- دختری در تابلو، داستان، ۲۰۰۷.[۵]
- قدم زدن با هم قدم زدن تنها، تحقیقات ادبی، ۲۰۰۸.[۶]
- نوشتن و غربت، ۲۰۰۸.[۷]
- سگی در آیینه، داستان، ۲۰۱۲.[۸]
- پرواز در قفسی در باز، تحقیقات ادبی، ۲۰۰۸.[۹]
- خدا در سر انسان، ۲۰۱۲.[۱۰]
- سقوط، البر کامو، ترجمه، ۲۰۱۲.[۱۱]
- صدای پای آب، سهراب سپهری، ترجمه، ۲۰۱۴.[۱۲]
- بوف کور، صادق هدایت، ترجمه، ۲۰۱۵.[۱۳]
- پیکر فرهاد، عباس معروفی، ترجمه، ۲۰۱۵.[۱۴]
- خانهٔ دوست، سهراب سپهری، ترجمه، ۲۰۱۵.[۱۵]